# 2697 Albina
2697 Albina (1969 TC3) là một tiểu hành tinh nằm ở rìa ngoài của vành đai chính được phát hiện ngày 9 tháng 10 năm 1969 bởi Burnasheva, B. ở Nauchnyj.